# Ion Gârleșteanu
Ion Gârleșteanu (n. 1900) a fost un rugbist român, a participat cu echipa de rugby la Jocurile Olimpice de vară din 1924 desfășurate la Paris - olimpiadă la care echipa României a obținut medalia de bronz, prima medalie cucerită de un român la o olimpiadă.

## Legături externe
- Ion Gârleșteanu la Comitetul Olimpic și Sportiv Român (arhivat)
- en Ion Gârleșteanu la Olympedia.org